# La lluna negra
La lluna negra (títol original: Black Moon Rising) és una pel·lícula estatunidenca dirigida per Harley Cokliss, el 1986. Ha estat doblada al català.

## Argument
A Las Vegas, Sam Quint, atracador professional, proveït d'equips electrònics últim crit, força l'entrada de la Lucky Dollar Corporation, societat que està sota una investigació federal. Un cop a lloc, Quint, proveït d'un joc de targetes electròniques, obre la porta d'un dels nombrosos despatxos que té la societat. Després d'haver verificat, gràcies als seus instruments, que no hi ha de sistema de protecció, obre un dels armaris. Però una alarma es posa a sonar amb la porta mig oberta. Quint, agafat de sorpresa, busca ràpidament amb la mirada, entre la multitud de cassettes que l'armari conté, el que busca. Un cop trobat, s'afanya a abandonar el despatx. Perseguit a través dels meandres dels passadissos per vigilants, es troba de nassos amb un home amb vestit i corbata amb una pistola automàtica que, reconeixent Quint, buida el carregador cap a on és ell. Sota una pluja de bales, Quint salta a través d'una porta de vidre i fuig en la nit.

## Repartiment
- Tommy Lee Jones: Quint
- Linda Hamilton: Nina
- Robert Vaughn: Ed Ryland
- Richard Jaeckel: Earl Windom
- Lee Ving: Marvin Ringer
- Bubba Smith: Johnson
- Dan Shor: Billy Lyons
- William Sanderson: Tyke Thayden
- Keenan Wynn: Iron John
- Nick Cassavetes: Luis
- Richard Angarola: Dr. Melato
- Don Keith Opper: Emile Francès

## Al voltant de la pel·lícula
- Els actors Jeff Bridges, Don Johnson, Tom Berenger i Richard Dean Anderson van ser preseleccionats pel paper de Quint, en cas que Tommy Lee Jones rebutgés el paper.
- El cotxe té per origen un prototip de 1980, el Wingho Concordia II. Un model va ser utilitzat per les escenes de conducció. Un segon per les escenes perilloses i una altra per les escenes interiors.

### Nominacions
- MystFest 1986 :
  - Millor pel·lícula